# Jøa
Jøa er en ø i Fosnes kommune i Trøndelag. Øen har et areal på 55,13 km², og det højeste punkt er Moldvikfjellet i nordøst, med 297 moh.
Langs nordsiden af Jøa går Foldafjorden, mens Gyltefjorden og Seierstadfjorden skiller øen fra fastlandet i øst. I syd ligger sundet Raudsunda mellem Jøa og Otterøya.
Midt på Jøa ligger bygden Dun med kommunehus og med Olav Duuns barndomshjem Øver-Dun. Her arrangeres Duun-stævne hvert andet år, og forfatterskabet holdes levende.
Øen har forbindelse til fastlandet med færgeforbindelsen Seierstad–Ølhammeren og fylkesvej 777. På øen går Fylkesvej 482 fra færgelejet i Seierstad til Fosnes nord på øen, og Fylkesvej 481 til Holviksjøen længst mod syd. På den vestlige del af øen går Fylkesvej 483 i en stor sløjfe fra Faksdal, via Hov til Dun.

## Kendtejøbygger
- Olav Duun – forfatter
- Roar Hoff – kuglestøder
- Kolbjørn Gåsvær – kulturarbejder